# Поплавкова вудка

1 — вудилище
2 — волосінь
3 — поплавок
4 — грузило
5 — гачок

Поплавкова вудка — одна з найпростіших рибальських снастей, що зумовило її поширення. Поплавкова вудка складається з вудилища, закріпленої на ньому волосіні з поплавцем, грузилом і гачком з приманкою. За допомогою вудилища приманка закидається у воду. По поведінці поплавка (покльовці) визначається момент, коли риба тримає приманку в роті. При клюванні рибалка виконує підсікання — невеликий різкий рух вудилищем. Підсічена риба виважується на берег.
Поплавочною вудкою можна ловити недалеко від рибалки (зимовий лов, лов з човна, з мостів та ін), на відстані подвійної довжини вудлища (спортивний лов), на відстані, що багато разів перевищує довжину вудилища (далекий закид). Поплавочною вудкою можна обловити будь-яку точку водоймища: від поверхні води до дна і від берега до відстані десятки метрів.
У аматорській риболовлі вудилище вудочки поплавця може бути будь-якого типу — від батога, вирізаного в лісі, до сучасного надлегкого вудлища, як з кільцями, так і без. Вудилища без кілець, як найлегші, використовуються у спортивному лові.

## Опис
Довжина вудлища вудки поплавця може мати довжину від десятка сантиметрів до 18 метрів. Його довжина залежить від того, як далеко від рибалки знаходиться точка лову. При використанні вудилища без кілець довжина волосіні приблизно дорівнює довжині вудилища, тому приманку можна закинути лише на відстань, що не перевищує подвійну довжину вудилища. Якщо довжина волосіні перевищує довжину вудилища, то стає неможливим закидання, і при вивуденні риби її важко підвести близько до берега.